# Come On Over Baby (All I Want Is You)
Singles de Christina Aguilera
I Turn To You Pero Me Acuerdo De Ti
Come On Over Baby (All I Want Is You) est le troisième single de la chanteuse américaine Christina Aguilera, extrait de son premier album, Christina Aguilera. Le single atteint la première place du Billboard Hot 100, il s'agit de son troisième numéro 1 au Hot 100. 
La chanson est écrite par Christina Aguilera, Paul Rein, Johan Aberg, Celebrity Status (C. Blackmon, R. Cham, E. Dawkins), Guy Roche, Shelly Peiken et Ron Fair.
La version espagnole de la chanson, s'intitule Ven conmigo (solamente tú).

## Clip
Dirigé par Paul Hunter, la vidéo commence par Christina parlant au téléphone avec son petit ami, lui disant de venir dans sa maison. Après qu'elle raccroche le téléphone, elle sort dans la scène. Dans la scène suivante, Christina est dans sa chambre à coucher, quand soudainement elle et ses danseurs commencent à danser devant un contexte blanc. Les danseurs sortent et commencent à danser. Après cela, Aguilera et son petit ami dansent ensemble. La scène suivante ses danseurs dansent sur des chaises dans des cubes. Dans une scène Aguilera descend un escalier dans une pièce rouge, avec ses danseurs sur chaque marche. Ils commencent à danser de nouveau et les danseurs d'Aguilera soutiennent un puzzle qui montre le visage de Christina.

## Live
- 2000: Christina Aguilera: In Concert Tour
- 2000: The Latin America Tour
- 2000: MTV Vidéo Music Awards
- 2003: Stripped World Tour
- 2006-2007: Back to Basics Tour

En 2003 pour la tournée Stripped World Tour, la chanteuse fait une version plus acoustique et une version plus jazz pour celle du Back to Basics Tour en 2006.

## Classement dans les charts
| Pays (2000)                                         | Position  |
| --------------------------------------------------- | --------- |
| États-Unis - Billboard Hot 100                      | 1         |
| États-Unis - Billboard Pop 100                      | 4         |
| États-Unis - Billboard Hot Latin Tracks             | 1         |
| États-Unis - Billboard Latin Pop Airplay            | 2         |
| États-Unis - Billboard Latin Tropical/Salsa Airplay | 1         |
| États-Unis - Billboard Top 40 Mainstream            | 4         |
| États-Unis - Billboard Top 40 Tracks                | 6         |
| États-Unis - Billboard Rhythmic Top 40              | 6         |
| Australie - Australian ARIA Singles Chart           | 9         |
| Autriche - Austrian Singles Chart                   | 3         |
| Belgique - Belgian Singles Chart                    | 21        |
| Canada - Canadian Singles Chart                     | 1         |
| Europe - Eurochart Hot 100 Singles                  | 7         |
| Pays-Bas - Dutch Top 40                             | 6         |
| Allemagne - German Singles Chart                    | 23        |
| France - French Singles Chart                       | 33        |
| Irlande - Irish Singles Chart                       | 9         |
| Nouvelle-Zélande - New Zealand Singles Chart        | 2         |
| Espagne - Spain Singles Chart                       | 1         |
| Italie - Italian Singles Chart                      | 31        |
| Suède - Swedish Singles Chart                       | 23        |
| Suisse - Swiss Singles Chart                        | 21        |
| Royaume-Uni - UK Singles Chart                      | 8         |
| - United World Chart                                | 4         |
| - Ventes (Single & Airplay)                         | 3 171 000 |

## Certifications
Australie certification :  Platine
 Nouvelle-Zélande certification :  Or
 États-Unis physical certification :  Or
 certification :  Platine